# The Ranch (Minnesota)
The Ranch es un lugar designado por el censo ubicado en el condado de Mahnomen en el estado estadounidense de Minnesota. En el Censo de 2010 tenía una población de 9 habitantes y una densidad poblacional de 11,21 personas por km².

## Geografía
The Ranch se encuentra ubicado en las coordenadas 47°19′11″N 95°41′43″O / 47.31972, -95.69528. Según la Oficina del Censo de los Estados Unidos, The Ranch tiene una superficie total de 0.8 km², de la cual 0.8 km² corresponden a tierra firme y (0%) 0 km² es agua.

## Demografía
Según el censo de 2010, había 9 personas residiendo en The Ranch. La densidad de población era de 11,21 hab./km². De los 9 habitantes, The Ranch estaba compuesto por el 11.11% blancos, el 0% eran afroamericanos, el 88.89% eran amerindios, el 0% eran asiáticos, el 0% eran isleños del Pacífico, el 0% eran de otras razas y el 0% pertenecían a dos o más razas. Del total de la población el 0% eran hispanos o latinos de cualquier raza.